# HMS Audacious (S122)
HMS Audacious es el cuarto submarino de flota de propulsión nuclear de la clase Astute de la Marina Real británica. Varios buques anteriores han llevado el nombre. Fue nombrado formalmente el 16 de diciembre de 2016 y fue botado el 28 de abril de 2017. Se afirma que Audacious será entregado en enero de 2021. Una respuesta parlamentaria por escrito declaró que Audacious fue entregado el 3 de abril de 2020. Su puesta en servicio ceremonial pública tuvo lugar el 23 de septiembre de 2021.

## Diseño

### Propulsión
No será necesario repostar el reactor nuclear de Audacious durante los 25 años de servicio del barco. El submarino puede purificar el agua y el aire, y podrá circunnavegar el planeta sin salir a la superficie. Sin embargo, solo llevará el suministro de alimentos para tres meses para 98 oficiales y marineros.

### Armas
Audacious tendrá provisiones para hasta 38 armas en seis tubos de torpedos de 21 pulgadas (533 mm). El submarino será capaz de usar misiles de ataque terrestre Tomahawk Block IV con un alcance de 1.000 millas (1.600 kilómetros) y torpedos de peso pesado Spearfish.

## Historia
El 28 de agosto de 2006 se ordenaron artículos de largo plazo para su construcción, aunque el pedido real no se realizó hasta el 21 de mayo de 2007. El lanzamiento estaba previsto para el cuarto trimestre de 2016 y el submarino debía abandonar el astillero. en 2017. Finalmente, fue nombrada formalmente el 16 de diciembre de 2016, y salió a flote el 28 de abril de 2017, y debía partir en 2018 para las pruebas en el mar. El presupuesto original era de 1279 000 millones de libras esterlinas, pero en 2015 había aumentado a 1492 000 millones de libras esterlinas.
El submarino y su tripulación han forjado vínculos formales con la ciudad de Leeds (que previamente había tenido una asociación con el HMS Ark Royal) reuniéndose con la gente en Elland Road en la ciudad y marchando en el desfile del Día del Armisticio en noviembre de 2016.
Audacious completó su primera inmersión en Devonshire Dock durante dos días en enero de 2018. Finalmente zarpó de Barrow el 4 de abril de 2020 y comenzó las pruebas en el mar el 6 de abril de 2020. Una respuesta parlamentaria por escrito indicó que Audacious se encargó el 3 de abril de 2020, pero se encargó ceremonialmente el 23 de septiembre de 2021.
En la primera mitad de 2022, el submarino operó junto con las fuerzas de la OTAN en el Mediterráneo oriental.